# بارزانی (نام خانوادگی)
بارزانی یک نام خانوادگی است. افراد سرشناس با این نام از این قرارند:
- مصطفی بارزانی، از رهبران جنبش ملی‌گرای کرد و نخستین رهبر حزب دموکرات کردستان عراق
- مسعود بارزانی، رئیس اقلیم کردستان عراق، رهبر حزب دموکرات کردستان عراق و پسر مصطفی بارزانی
- ادریس بارزانی، از چهره‌های سیاسی عراق، پسر مصطفی بارزانی و برادر مسعود بارزانی
- نچیروان ادریس بارزانی، رئیس اقلیم کردستان عراق
- مسرور بارزانی (زادهٔ ۱۹۶۹)، عضو شورای رهبری حزب دموکراتیک کردستان و نخست‌وزیر اقلیم کردستان